# Skalka (Nová Bystřice)
Skalka (dříve také Kebharec, německy Gebharz) je malá vesnice, část města Nová Bystřice v okrese Jindřichův Hradec v Jihočeském kraji. Nachází se asi osm kilometrů východně od Nové Bystřice. Skalka leží v katastrálním území Skalka u Nové Bystřice o rozloze 3,75 km². V katastrálním území je ochranné pásmo zříceniny státního hradu Landštejn.

## Historie
První písemná zmínka o vesnici pochází z roku 1487.

## Přírodní poměry
Jihozápadně od vesnice leží přírodní památka Gebhárecký rybník.

## Obyvatelstvo
| Rok            | 1869 | 1880 | 1890 | 1900 | 1910 | 1921 | 1930 | 1950 | 1961 | 1970 | 1980 | 1991 | 2001 | 2011 | 2021 |
| -------------- | ---- | ---- | ---- | ---- | ---- | ---- | ---- | ---- | ---- | ---- | ---- | ---- | ---- | ---- | ---- |
| Počet obyvatel | 273  | 284  | 271  | 243  | 217  | 192  | 166  | 23   | 34   | 32   | 19   | 19   | 10   | 11   | 5    |
| Počet domů     | 41   | 43   | 43   | 45   | 45   | 45   | 42   | 21   | 6    | 6    | 5    | 4    | 8    | 9    | 9    |

## Obecní správa
Při sčítání lidu v letech 1850–1949 Skalka byla samostatnou obcí v okrese Jindřichův Hradec. V letech 1950–1960 byla osadou obce Podlesí v okrese Dačice. V letech 1961–1971 byla částí městyse Staré Město pod Landštejnem v okrese Jindřichův Hradec. Od 26. listopadu 1971 do 31. prosince 1975 byla částí obce Albeř v okrese Jindřichův Hradec, kdy se konaly obecní volby. Od 1. ledna 1976 je částí města Nová Bystřice v okrese Jindřichův Hradec.